# Estación de Ferreruela de Tábara
Ferreruela de Tábara es un apeadero ferroviario situado en el municipio español de Ferreruela en la provincia de Zamora, comunidad autónoma de Castilla y León. Cuenta con servicios de Media Distancia operados por Renfe.

## Situación ferroviaria
El apeadero se encuentra en el punto kilométrico 45,260 de la línea férrea de ancho convencional que une Zamora con La Coruña a 842 metros de altitud, entre las estaciones de Carbajales de Alba y Abejera. El tramo es de vía única y está sin electrificar. En dirección a Puebla de Sanabria, tras superar Carbajales de Alba es necesario superar el viaducto del Vertillo de 16 arcos y 213 metros de longitud para llegar hasta la estación.

## Historia
La voluntad de unir Madrid, vía Medina del Campo con Vigo por el camino más corto posible es antigua y apareció plasmada en algunos anteproyectos como el de 1864. Sin embargo, el mismo descartaba dicha posibilidad al considerar que suponía "dificultades enormísimas" que superaban incluso "los de la bajada del puerto de Pajares en el ferrocarril de Asturias". Es por ello que el tramo en el que se encuentra la estación no fue abierto hasta el 24 de septiembre de 1952 con la puesta en marcha del tramo Zamora – Puebla de Sanabria de la línea Zamora-La Coruña vía Orense. El apeadero en si es todavía posterior ya que no se inauguró hasta 1962. Su explotación inicial quedó a cargo de RENFE cuyo nacimiento se había producido en 1941. 
Desde el 31 de diciembre de 2004 Renfe Operadora explota la línea mientras que Adif es la titular de las instalaciones ferroviarias.
En el 2009 fue repintada. En 2010 su andén fue elevado y remodelado y se construyó una rampa para acceder a él.

## La estación
El apeadero se compone de un pequeño refugio que posee una caseta para vender billetes y unos bancos. Cuenta únicamente con un andén lateral de 120 metros de longitud al que accede la vía principal.

## Servicios ferroviarios

### Media Distancia
Renfe presta servicios de Media Distancia gracias sus trenes Regional Exprés en el trayecto que une Valladolid con Puebla de Sanabria.
| Línea MD | Servicio        | Origen/Destino          | Paradas intermedias | Destino/Origen     |
| -------- | --------------- | ----------------------- | --- | ------------------ |
| 18       | Regional Exprés | Valladolid-Campo Grande | Viana de Cega · Valdestillas · Matapozuelos · Pozaldez · Medina del Campo · Nava del Rey · Toro · Zamora · Carbajales de Alba · Ferreruela de Tábara · Abejera · Sarracín de Aliste · Cabañas de Aliste · Linarejos-Pedroso | Puebla de Sanabria |